# Belgrandia moitessieri
Belgrandia moitessieri is een slakkensoort uit de familie van de Hydrobiidae. De wetenschappelijke naam van de soort is voor het eerst geldig gepubliceerd in 1866 door Bourguignat.